# Turbinaria irregularis
Turbinaria irregularis е вид корал от семейство Dendrophylliidae. Видът не е застрашен от изчезване.

## Разпространение и местообитание
Разпространен е в Австралия, Американска Самоа, Британска индоокеанска територия, Виетнам, Гуам, Джибути, Египет, Еритрея, Йемен, Израел, Индия, Индонезия, Йордания, Камбоджа, Коморски острови, Мавриций, Мадагаскар, Майот, Малайзия, Малдиви, Микронезия, Мозамбик, Оман, Палау, Папуа Нова Гвинея, Провинции в КНР, Реюнион, Самоа, Саудитска Арабия, Северни Мариански острови, Сейшели, Сингапур, Соломонови острови, Сомалия, Судан, Тайван, Тайланд, Филипини и Япония.
Обитава крайбрежията на океани, морета, заливи и рифове. Среща се на дълбочина от 4 до 45,5 m, при температура на водата от 26,7 до 28,1 °C и соленост 34,3 – 34,9 ‰.